# Anti Cimex
Anti Cimex va ser un grup suec de crust punk de Göteborg, Linköping i Malmö, en diferents moments, que es va formar el 1981. El seu segon EP, Raped Ass, és considerat un disc pioner del gènere D-beat. L'historiador musical Peter Jandreus descriu el grup com la banda punk sueca més famosa entre els anys 1977 i 1987.
El seu nom prové de l'empresa sueca de control de plagues homònima, el nom de la qual prové al seu torn del nom llatí d'un determinat tipus de xinxa: Cimex.

## Història
Després de separar-se l'any 1986, el 1990 van decidir tornar i van publicar l'àlbum de retorn Absolut Country Of Sweden el mateix any. El 1993 van publicar un àlbum en directe: Made In Sweden. Més endavant van publicar l'àlbum Scandinavian Jawbreaker. Després del llançament d'aquest àlbum, la banda es va tornar a separar i els membres van formar altres grups com Driller Killer (Lundberg Cliff) i Wolfpack (Tomas Jonsson).
L'any 2005 Dead City Records va llançar l'LP A Tribute To Anti-Cimex, amb un elenc de bandes de D-beat i crust punk d'arreu del món influenciades per Anti Cimex com, per exemple, Disclose (Japó), Wolfbrigade (Suècia), Ratos de Porão (Brasil) i Doom (Anglaterra), entre d'altres.

## Discografia

### Àlbums d'estudi
- Absolut Country of Sweden (1990, reeditat el 2000 amb cançons extra)
- Scandinavian Jawbreaker (1993)

### EP
- Anarkist Attack (1982, enregistrat el desembre de 1981)
- Raped Ass (1983)
- Victims of a Bomb Raid (1984)[6][7]
- Fucked In Finland (1993)
- Demos 81-85 (2007)

### 12"
- Criminal Trap (1986)

### Àlbums en directe
- Made In Sweden (Live, 1993)
- Fucked in Finland (Live, 1993)

### Recopilacions
- The 7" EPs Collection (2021)[8]

### Aparicions en recopilatoris
- Really Fast; Vol. 1 | LP (Really Fast, 1983)
- Vägra För Helvete | LP (Rosa Honung, 1983)
- Birkagarden | LP (Rosa Honung, 1985)
- I Thrash Therefore I Am | (BCT, 1985 [tape])
- Afflicted Cries in the Darkness of War | LP (New Face, 1986)
- What Are You Doing About That Hole in Your Head | LP (Rot, 1986)
- Eat My Brain, Go Insane | LP (Revoltation, 1995)
- Varning För Punk 3 | CD (Distortion, 1997)